# Aulacocyclus pugnax
Aulacocyclus pugnax es una especie de coleóptero de la familia Passalidae.

## Distribución geográfica
Habita en Nueva Caledonia.